# Trichorhina squamata
Trichorhina squamata is een pissebed uit de familie Platyarthridae. De wetenschappelijke naam van de soort is voor het eerst geldig gepubliceerd in 1926 door Karl Wilhelm Verhoeff.